# Сеп Јанко
Јозеф Сеп Јанко (Ернстхаузен, 9. новембар 1905 — Кордоба, 25. септембар 2001), је био председник Културбунда од 1939. и сарадник окупатора у Другом светском рату.
Oд 1917. до 1919. Јанко је похађао грађанску школу у Зрењанину, а од 1919. до 1924. нижу гимназију у Жомбољу. Касније је студирао право у Грацу.

## Политичка каријера и Други светски рат
Након Хитлеровог успона, млађи чланови Културбунда су се упустили у борбу против старијег конзервативног вођства савеза, које је сарађивало са југословенском владом у циљу побољшања привредног и културног статуса немачке мањине у Краљевини Југославији. Уз помоћ Химлерове организације Фолксдојче мителштеле, млађе чланство Културбунда је истиснуло старије вођство са чела удружења. Умеренији Сеп је изабран за вођу покрета уместо отворено пронацистичког Јакоба Авендера (Jakob Awender, 1898-1975), да се не би покварили односи са југословенском владом. Под Сеповим вођством, Културбунд је ојачао и упустио се у програм нацификовања и мобилизације немачке мањине.
После окупације Југославије, Културбунд је распуштен и Јанко је постављен за СС-Оберстурмфирера (SS-Obersturmführer) и „вођу етничких група“ („Volksgruppenführer“) за српски део Баната који су окупирале немачке трупе. Његови заменици били су Јосеф Бер (Josef Beer, 1912-2000) и Франц Хам (Franz Hamm, 1900-1988).
Крајем јуна 1941. Аћимовићева влада је издала проглас у вези управе у Банату, који је успостављен као аутономни регион у саставу Србије, са посебном цивилном управом под контролом локалних фолксдојчера на челу са Сепом Јанком.

## Бекство из Југославије
Јанко је у Врбас стигао 2. октобра 1944. заједно са возилом Хитне помоћи из Зрењанина. Затим је отишао у Клајнсолк у Штајерској, где је имао аустријско држављанство. Био је под истрагом за ратне злочине у корушком логору у Волфсбергу (британска зона), али у Аустрији против њега није подигнута оптужница. Године 1951, користећи пасош Црвеног крста издат на име Хозе Петри, успео је да побегне бродом у Аргентину преко Ђенове. У Аргентини је успешно поднео захтев за држављанство као Јосеф Јанко, које је добио 1955. године. Радио је као адвокат у месту Вила Хенерал Белграно, такође је објављивао књиге, али после рата није био на функцији.